# Oxira beckeri
Oxira beckeri là một loài bướm đêm trong họ Noctuidae.